# Elena Bogomazova
Elena Valer'evna Bogomazova (in russo Елена Валерьевна Богомазова?; Leningrado, 9 febbraio 1982) è un'ex nuotatrice russa.

## Carriera
Fortemente specializzata nella rana, ha vinto diversi titoli sia in campo continentale che mondiale, trionfando anche in vasca corta.

## Palmarès
- Mondiali in vasca corta

Atene 2000: bronzo nei 100m rana.
- Europei

Berlino 2002: bronzo nei 50m e 100m rana.
Madrid 2004: argento nei 50m e nei 100m rana e bronzo nei 200m rana.
Budapest 2006: oro nei 50m rana.
- Europei in vasca corta

Dublino 2003: argento nei 100m rana e bronzo nei 50m rana.
Vienna 2004: argento nei 50m rana.
Trieste 2005: argento nei 100m rana e bronzo nei 50m rana.
Helsinki 2006: bronzo nei 50m rana.
Debrecen 2007: bronzo nei 100m rana.